# نظرية إرجوديك
نظرية الإرجوديك (بالإنجليزية: Ergodic theory)‏ هي فرع من الرياضيات يهتم بدراسة النظم الديناميكية في حالة قياس لا متغير والمسائل المتعلقة بها. لقد حفزت مسائل الفيزياء الإحصائية على تظوير هذا الفرع.
إن أحد الأوجه المركزية في نظرية الإرجوديك هو دراسة سلوك نظام ديناميكي ما عندما يسمح له بأن يستمر طويلا، والتي يعبر عنها من خلال نظريات هذا الفرع والتي تؤكد أنه تحت شروط معينة فإن وسطي الزمن لتابع (دالة) ما على طول المسارات موجود تقريبا في كل مكان ومرتبط بوسطي المكان. أهم مثالين هما نظريتا ليبرخوف وفون نويمان الإرجوديكية.
بالنسبة للصف الخاص (الأنظمة الإرجوديكية) فإن وسطي الزمن يكون نفسه لكل النقاظ الابتدائية تقريباً وهذا يعني باللغة الإحصائية أن النظام الذي يتطور زمنياً لمدة طويلة «ينسى» حالته الابتدائية.
خواص أقوى مثل المزج والتوزع المتساوي درست بشكل مكثف.
مسألة التصنيف المتري للنظام هي جزء آخر مهم من نظرية الإرجوديك المجردة.
هناك دور هام لنظرية الإرجوديك وتطبيقاتها على العمليات العشوائية يُلعَب من قبل المفاهيم المتنوعة للأنتروبية (الاعتلاج) للنظم الديناميكية.
تطبيقات نظرية الإرجوديك على أقسام أخرى من الرياضيات تتضمن عادة الخصائص الإرجودية لنظم من نوع خاص.
في الهندسة استخدمت طرائق نظرية الإرجوديك لدراسة التدفق الجيوديزي على المتنوعات الريمانية، البداية كانت مع النتائج التي أحرزها إبرهارد هوبف عن سطوح ريمان ذات التقوس السالب.
سلاسل ماركوف تشكل سياقا مشتركا للتطبيقات في نظرية الاحتمالات.هناك ارتباطات مزهرة بين نظرية الإرجوديك والتحليل التوافقي (الهاروموني)، نظرية لي، ونظرية الأعداد.

## تأصيل الكلمة
إرجود مركبة من جذرين إغريقيين أولهما إرج يعني طاقة، جهد، عمل، شغل. العنصر الثاني في اللفظ أود يعني طريق، مسار، في حالة الضمّة فوق الدال استنادا لاعتقاد بول إهرنفست وزوجته تاتيانا-أفانسيفا. من الأرجح أن حين اخترع لودفيغ بولتزمان الكلمة وهي تشير إلى مجرّد فرضية قبل أن تتطور إلى نظرية كان يفكّر في الكسرة تحت الدال وثمة أود تعني قصيدة غنائية في الثقافة اليونانية العتيقة. أقرب ترجمة لفظية ل«إرجودي» بتفكير ومعالم عربيين إمّا طريق الطاقة أو موشّح الطاقة.